# Equip filial
Un equip filial, en el context esportiu, és una extensió d'un club principal i té un paper clau en el desenvolupament i la preparació dels jugadors joves. Aquesta estructura és particularment comuna en el món del futbol, però també es pot aplicar a altres esports.

## Definició i funció
Un equip filial és una petita ajuda a l'equip principal d'un club esportiu. Aquesta divisió permet que els jugadors joves i prometedors tinguin l'oportunitat de guanyar experiència en competicions de nivell inferior abans de ser promoguts al primer equip. L'objectiu principal d'un equip filial és cultivar i desenvolupar el talent, oferint als joves una plataforma per créixer en un entorn competitiu.

## Desenvolupament de talents
L'equip filial actua com a viver de talents, proporcionant als jugadors emergents una oportunitat única d'evolucionar en un entorn professional. Això els permet adquirir les habilitats i la confiança necessàries per enfrontar-se als reptes del nivell superior.

## Transició al primer equip
Un dels beneficis més evidents d'un equip filial és la transició fluida dels jugadors al primer equip del club. Aquells que destaquen en l'equip filial tenen la possibilitat de ser promoguts, proporcionant un camí clar i progressiu cap a la competició professional. Aquesta transició gradual redueix la pressió sobre els nous talents i els permet adaptar-se de manera més efectiva al ritme i la intensitat del màxim nivell.

## Rol en la comunitat
Més enllà del desenvolupament dels jugadors, un equip filial juga un paper vital en la connexió del club amb la comunitat local. Les actuacions i les activitats de l'equip filial ajuden a involucrar als aficionats en una etapa més accessible i íntima, creant una relació més estreta entre els seguidors i els futurs talents del club.

## Conclusió
En resum, un equip filial és fonamental per al desenvolupament integral d'un club esportiu. No només serveix com a plataforma per al creixement dels jugadors joves, sinó que també contribueix a l'estabilitat i la continuïtat del club a llarg termini.